# Trilogy (album de Carpenter Brut)
Pour les articles homonymes, voir Trilogy.
 (novembre 2016).
 (novembre 2016).
Albums de Carpenter Brut
E.P. III
(2015) CARPENTERBRUTLIVE
(2017)
Trilogy (stylisé en majuscules) est une compilation de Carpenter Brut, autopubliée le 19 janvier 2015 avec le label No Quarter Prod.

## Contexte
Sorti en 2015, Trilogy est une compilation reprenant les titres des 3 premiers EP de Carpenter Brut,:
- EP I, sorti en 2012[3]
- EP II, sorti en 2013[4]
- EP III, sorti le 19 janvier 2015[3]

Ce système de trilogie sera réutilisé pour les albums studio de Carpenter Brut à partir de 2018, avec les albums Leather Teeth et Leather Terror.

## Liste des titres
Toutes les chansons sont écrites et composées par Carpenter Brut.
| 1.      | Escape From Midwich Valley | 6:43 |
| 2.      | Disco Zombi Italia         | 5:17 |
| 3.      | L.A Venice Bitch 80's      | 4:11 |
| 4.      | Wake Up The President      | 4:16 |
| 5.      | 347 Midnight Demons        | 4:14 |
| 6.      | Le Perv                    | 4:16 |
| 7.      | Roller Mobster             | 3:34 |
| 8.      | Meet Matt Stryker          | 4:05 |
| 9.      | Obituary                   | 4:27 |
| 10.     | Looking for Tracy Tzu      | 4:17 |
| 11.     | Sexkiller On The Loose     | 3:42 |
| 12.     | Hang'Em All                | 5:37 |
| 13.     | Division Ruine             | 3:35 |
| 14.     | Paradise Warfare           | 4:14 |
| 15.     | Run, Sally, Run!           | 4:47 |
| 16.     | Turbo Killer               | 3:28 |
| 17.     | Anarchy Road               | 3:33 |
| 18.     | Invasion A.D               | 6:40 |
| 1:20:56 |                            |      |